# NGC 5052
NGC 5052 est une galaxie lenticulaire située dans la constellation de la Chevelure de Bérénice. Sa vitesse par rapport au fond diffus cosmologique est de 6 847 ± 18 km/s, ce qui correspond à une distance de Hubble de 101,0 ± 7,1 Mpc (∼329 millions d'al). NGC 5052 a été découverte par l'astronome britannique John Herschel en 1831.